# Język staronordyjski
Język staronordyjski (staronordycki) – język z północnej grupy języków germańskich, używany przez mieszkańców Skandynawii i obszarów przez nich zasiedlonych między VIII i XIV wiekiem. Wywodzi się z języka pranordyjskiego, w późnym średniowieczu dał początek odrębnym językom skandynawskim – jego dialekty zachodnie stanowią podstawę dla islandzkiego, farerskiego, norweskiego oraz wymarłego języka norn, wschodnie zaś – szwedzkiego i duńskiego. Staronordyjski wywarł także znaczny wpływ na kształtowanie się języka angielskiego, szczególnie w warstwie leksykalnej.
Terminologia stosowana w badaniach nad językiem staronordyjskim w Skandynawii różni się od tej stosowanej w krajach anglojęzycznych. Podczas gdy w Skandynawii dialekty wschodnie i zachodnie rozpatruje się osobno, w krajach anglosaskich używa się zbiorczej nazwy Old Norse, którą ewentualnie doprecyzowuje się odpowiednim przymiotnikiem kierunkowym (West lub East). Jako że większość literatury podmiotu pochodzi z Islandii, określenie „język staroislandzki” jest czasem stosowane zamiennie z określeniem język staronordyjski (m.in. przez Apolonię Załuską-Strömberg, polską badaczkę i tłumaczkę literatury staronordyjskiej).

## Zasięg geograficzny i dialekty
dialekty zachodnie – Norwegia, Islandia, wyspy Morza Północnego
     dialekty wschodnie – Dania, Szwecja, Ruś
     starogotlandzki – Gotlandia
     staroangielski – Anglia
     gocki
     kontynentalne języki germańskie

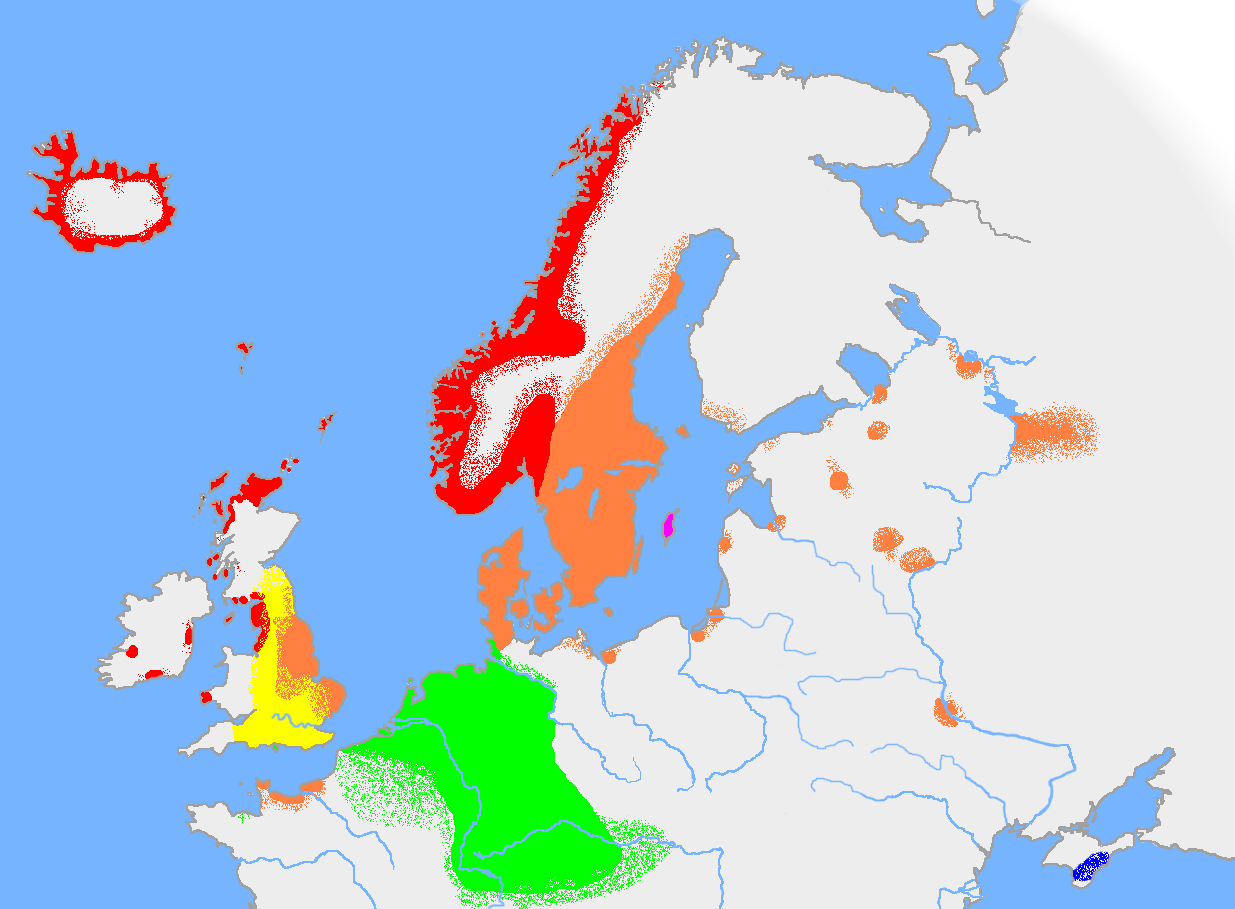
Dialekty staronordyjskie i powiązane z nimi języki w początkach X wieku.
dialekty zachodnie – Norwegia, Islandia, wyspy Morza Północnego
dialekty wschodnie – Dania, Szwecja, Ruś
starogotlandzki – Gotlandia
staroangielski – Anglia
gocki
kontynentalne języki germańskie

Język staronordyjski był używany na terenie północnej Europy – przede wszystkim w Skandynawii, z której się wywodzi, a także na terenach, do których dotarli i które zasiedlili wikingowie – na Islandii i mniejszych wyspach Morza Północnego (Wyspy Owcze, Szetlandy, Orkady), we wschodniej Anglii (tzw. Danelagh), na wybrzeżach Irlandii, a także w ośrodkach handlowych zakładanych przez Skandynawów na terenie Europy słowiańskiej – przede wszystkim na Rusi Kijowskiej. Tak duży zasięg geograficzny języka przy niewielkiej gęstości zaludnienia sprzyjał rozdrobnieniu dialektalnemu, a ostatecznie rozpadowi na mniejsze języki.
Standardowy podział na dialekty wyróżnia dwie grupy dialektalne: wschodnią i zachodnią. Dodatkowo podkreśla się znaczne różnice między dialektem gotlandzkim, a pozostałymi dialektami grupy wschodniej. W nowszych opracowaniach postuluje się także odrębność dialektu skańskiego zarówno od dialektów, na których oparł się język duński, jak i dialektów szwedzkich.
Różnice między dialektami staronordyjskimi związane są z efektami przegłosu, fraktury, monoftongizacji oraz asymilacji grup spółgłoskowych. Rezultaty przegłosu lepiej widoczne są w dialektach zachodnich, ponieważ we wschodnich wiele ze zmian wprowadzonych przez ten proces zostało cofnięte przez analogię (cf. szw. hult „gaj”, norw. holt „ts.”, gdzie przegłos widoczny jest w drugiej formie). Zbliżony do przegłosu proces fraktury z drugiej strony intensywniej objawia się na wschodzie, a najintensywniej na Gotlandii. Monoftongizacja dyftongów /æi/ > /eː/ oraz /au/ > /øː/ rozpoczęła się w Danii w wieku X i rozprzestrzeniła się w południowej części Skandynawii. Asymilacja grup spółgłoskowych cechuje dialekty zachodnie.
Przejście dialektów staronordyjskich w poszczególne języki skandynawskie jest trudne do umiejscowienia na osi czasu. Zwyczajowo określeń: język staroislandzki, staronorweski, staroduński i staroszwedzki używa się w odniesieniu do tych dialektów, na których współczesne języki są oparte. Terminu „język staroislandzki” używa się często – nie tylko w Polsce – w odniesieniu do języka staronordyjskiego w całości, jako że większość dokumentów i dzieł literackich pochodzi z Islandii. Na islandzkim standardzie oparto również współczesną, ustandaryzowaną ortografię staronordyjską, która wykorzystywana jest przede wszystkim na uczelniach w celu nauczania tego języka.

## Diachronia

### Od pranordyjskiego do staronordyjskiego

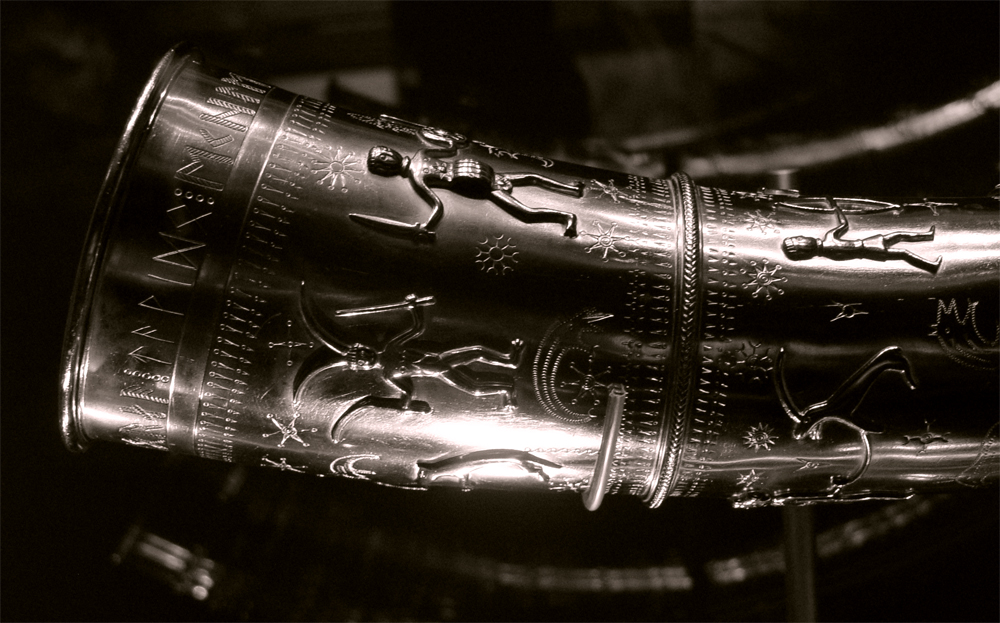
Zjawisko przegłosu zaświadczone jest już w inskrypcji ze złotych rogów z Gallehus, gdzie słowo hurna zapisane jest przez runiczny symbol, oznaczający //o//.

Od VI do IX wieku na pranordyjskim obszarze językowym wystąpiły trzy istotne zmiany fonetyczne, które wpłynęły na obraz systemu wokalicznego języka staronordyjskiego:
- przegłos – rodzaj regresywnej asymilacji, w wyniku której akcentowana samogłoska uległa zmianie pod wpływem samogłoski w kolejnej sylabie. Przegłos był wywoływany przez samogłoski /ɑ/ (a-przegłos – otwarcie samogłoski przymkniętej, np. pnord. hurna > horn „róg”), /i/ (lub półsamogłoska /j/; i-przegłos – przesunięcie samogłoski tylnej na przód, np. pnord. *sofiʀ > søfr „śpi”) oraz /u/ (lub półsamogłoska /w/; u-przegłos – zaokrąglenie samogłoski niezaokrąglonej, np. pnord *gerwan > gørva „robić”)[3]. Ostatni z tych procesów pozostał aktywny także w erze staronordyjskiej[5].
- fraktura (z łac. FRANGŌ „łamię”)[1] – zjawisko zbliżone do przegłosu, polega na „przełamaniu” akcentowanej samogłoski /e/ w taki sposób, że w jego miejscu powstaje sekwencja /ja/, np. pnord. *hertan > hjarta „serce”. Nowa samogłoska mogła ulec zaokrągleniu za sprawą u-przegłosu, np. pnord. *hertun > hjǫrtu „serca (l.mn.)”[5][3]. Fraktura nie zachodziła konsekwentnie na całym obszarze językowym, stąd zróżnicowanie w formach zaimka pierwszej osoby liczby pojedynczej (isl. ég, norw. nynorsk eg – nie uległy frakturze, duń. jeg, szw. jag – uległy frakturze).
- synkopa – proces polegający na redukcji samogłosek nieakcentowanych. W jego wyniku długie samogłoski w pozycji nieakcentowanej uległy skróceniu, a krótkie – usunięciu. Wskutek synkopy nowe samogłoski powstałe w wyniku działania przegłosu lub fraktury stały się odrębnymi fonemami, ponieważ ich zasymilowana wymowa utrzymała się, mimo że samogłoska lub półsamogłoska ją powodująca została usunięta.

### Zmiany w języku do XIV wieku

#### Dialekty zachodnie

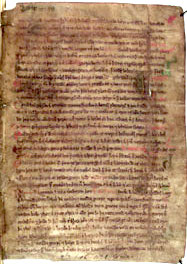
Landnámabók opisuje zasiedlenie Islandii i jest jednym z najstarszych dzieł w zachodnim wariancie staronordyjskim. Chociaż zachowane manuskrypty pochodzą z XIV wieku, sam tekst jest najprawdopodobniej znacznie starszy.

Pierwszą istotną zmianą, która spowodowała późniejsze rozróżnienie zachodnich i wschodnich dialektów staronordyjskich, była asymilacja zbitek samogłoskowych, złożonych ze spółgłosek nosowych i mocnych spółgłosek zwarto-wybuchowych. W ten sposób pranordyjskie *swampu „grzyb” dało na zachodzie zasymilowaną formę sǫppr (wsp. far. soppur, isl. sveppur, norw. sopp), podczas gdy na wschodzie niezasymilowaną svamper (wsp. szw., duń. svamp). Asymilacja jest obecna w części szwedzkich dialektów, jako że tworzą one z dialektami norweskimi kontinuum dialektalne, ale już nie w języku duńskim (w którym jednak podobne procesy miały miejsce w późniejszych epokach). W dialektach zachodnich również konsekwentnie zachowywano przegłos, a wygłosowe samogłoski tylne ulegały przymknięciu (zach. trú „wiara” – norw. nynorsk tru, isl. trú, wsch. trō „ts.” – szw., duń. tro).
Na Islandii nagłosowe v uległo zanikowi przed /r/, utrzymane natomiast zostały grupy spółgłoskowe hl, hn i hr (snord. vrangr „niesprawiedliwy” > rangur „błędny”, hringr „pierścień” > hringur „ts.”). W Norwegii miała miejsce odwrotna sytuacja (vrangr > vrang „fałszywy”, hringr > ring „ts.”). Istotne zmiany dokonały się w systemie samogłoskowym: w dialektach norweskich obserwuje się wzdłużenie samogłosek, szczególnie w pozycji nagłosowej. Nieco bardziej złożone przemiany zaszły wśród islandzkich fonemów wokalicznych, gdzie obserwuje się tendencję do mieszania samogłosek przednich. W ten sposób ǿ /œː/ zlało się ze swoim niezaokrąglonym odpowiednikiem, æ /ɛː/, a krótkie ę /ɛ/ – z e /e/.
Wskutek przemian politycznych na Półwyspie Skandynawskim w XIV oraz XV wieku, dialekty norweskie znalazły się pod silnym wpływem dialektów wschodnich, co widoczne jest m.in. w trwającym w Norwegii do dziś konflikcie językowym. Język norweski posiada współcześnie dwa odrębne warianty pisane – oparty na zachodnich dialektach nynorsk i powstały za sprawą adaptacji pisowni duńskiej bokmål. Oba są równoważne w świetle prawa.

#### Dialekty wschodnie

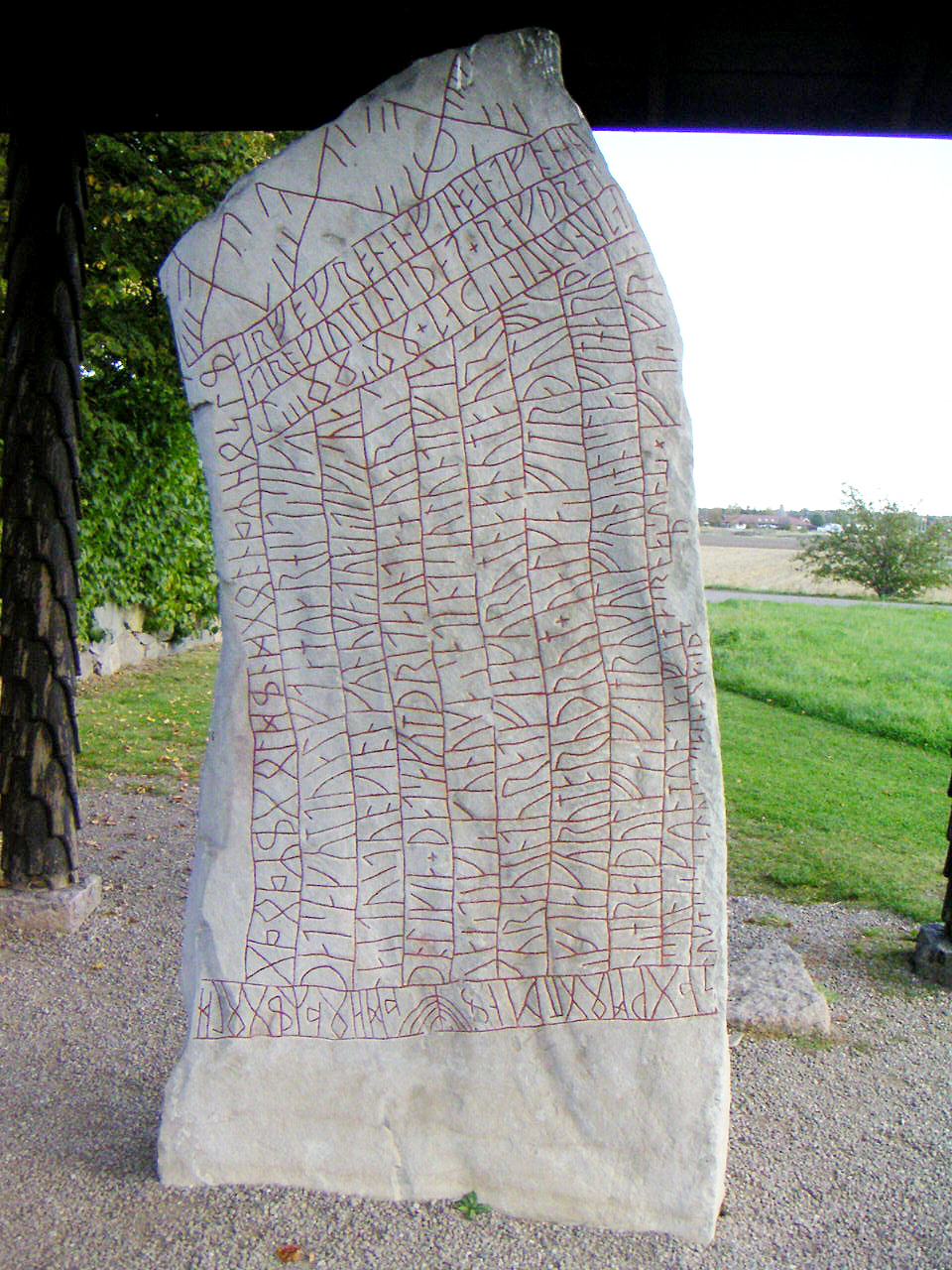
Kamień runiczny z Rök zawiera najstarszą inskrypcję z widocznymi cechami wschodnioskandynawskimi i uważany jest za pierwsze dzieło literackie w języku staroszwedzkim.

Dialekty wschodnie są słabiej poświadczone, niż zachodnie, możliwe jest jednak wskazanie kilku charakterystycznych dla niego cech. Należy mieć przy tym na uwadze, że większość innowacji wschodnich pojawiła się i rozprzestrzeniała z Danii. Rozróżnienie między fonemami /r/ i /ʀ/, gdzie drugi jest produktem rotacyzmu pnord. z, zostało zachowane przynajmniej w okresie stosowania alfabetu runicznego. Dyftongi natomiast uległy monoftongizacji (/æi/ > /eː/, /au/ > /øː/. por. zach. geirr „włócznia”, haugr „stos gnoju”, meydómr „dziewictwo”, wsch. gēr „ts.”, hø̄gher „ts.”, mø̄dōmber „ts.?”). Proces ten zaczął się w IX wieku.
Dialekty wschodnie bardziej konsekwentnie zachowywały podział na rzeczowniki o-tematowe i i-tematowe w liczbie mnogiej. Rozróżnienie jest wciąż widoczne w języku szwedzkim (snord. *sōlaʀ, *hamnaʀ > szw. solar, hamnar) – wskutek redukcji samogłosek w języku duńskim końcówki liczby mnogiej zlały się i oddawane są w ortografii jako -e lub -er. Norweski wariant pisowni bokmål, ukształtowany pod wpływem duńskiej ortografii, również stosuje tylko jedną końcówkę dla liczby mnogiej wyżej wspomnianych rzeczowników, nynorsk podąża natomiast za zasadą etymologiczną.
Większość innowacji fonetycznych w dialektach wschodnich wywodzi się z Danii, a rozróżnienie między językiem duńskim a szwedzkim można sprowadzić do rozróżnienia innowacyjność-konserwatyzm. Najważniejsze zmiany, które można przypisać do okresu późno-staronordyjskiego to lenicja zwartych spółgłosek p, t i k (duń. kage, szw. kaka), wokalizacja wygłosowego r (podobnie jak w wielu dialektach niemieckich i angielskich) oraz redukcja nieakcentowanych samogłosek do /ə/, oznaczanego w pisowni jako e (duń. tunger, szw. tungor).

#### Dialekt gotlandzki
Odizolowany od pozostałych, dialekt gotlandzki rozwinął się inaczej, niż dialekty wschodnie czy zachodnie, i do dziś – mimo postrzegania go jako dialektu szwedzkiego – zachowuje znaczną odrębność od dialektów półwyspu. Jego cechy to m.in. konserwatywne traktowanie dyftongów (got. aigu „mają” – isl. eigu „ts.”), konsekwentna fraktura, a także obecne też na Islandii usuwanie v z nagłosowej grupy vr.

## Fonologia
System fonologiczny języka staronordyjskiego rekonstruowany jest za pomocą metody porównawczej, w której wykorzystywany jest zarówno materiał z języków skandynawskich, jak i innych języków germańskich. W ten sposób udało się zarówno zrekonstruować z dużą dozą prawdopodobieństwa faktyczną wymowę staronordyjską, jak i opracować współczesny, uproszczony standard akademicki, używany do nauczania tego języka w trakcie studiów wyższych.

### Samogłoski i dyftongi
Samogłoski staronordyjskie rozróżnia się pod względem długości, miejsca artykulacji, wysokości artykulacji oraz zaokrąglenia. Chociaż język dysponował aż szesnastoma fonemami wokalicznymi, tylko trzy z nich mogły wystąpić zarówno w pozycji akcentowanej, jak i nieakcentowanej (w tabeli poniżej oznaczone za pomocą pogrubienia). Dodatkowo, wyróżnić można trzy dyftongi, które jednak nie kontrastowały ze sobą pod względem iloczasu i również występowały tylko w pozycji akcentowanej.
|                | Przednie       | Przednie       | Tylne       | Tylne          |
| Niezaokrąglone | Zaokrąglone    | Niezaokrąglone | Zaokrąglone |                |
| -------------- | -------------- | -------------- | ----------- | -------------- |
| Wysokie        | /i/ i • /iː/ í | /y/ y • /yː/ ý |             | /u/ u • /uː/ ú |
| Średnie        | /e/ e • /eː/ é | /ø/ ø • /øː/ ǿ |             | /o/ o • /oː/ ó |
| Niskie         | /æː/ æ         |                | /a/ a       | /ɔ/ ǫ • /ɔː/ á |